# Patrickson Delgado
Patrickson Luiggy Delgado Villa (Ibarra, 17 ottobre 2003) è un calciatore ecuadoriano, centrocampista del FC Dallas.

## Carriera

### Club
Delgado è cresciuto nel settore giovanile dell'Independiente del Valle, che dal 2020 al 2021 lo ha assegnato alla propria seconda squadra militante in seconda divisione. Il 28 gennaio 2022 è stato acquistato in prestito dall'Ajax, che lo ha assegnato alla seconda squadra in Eerste Divisie. Ha debuttato l'11 marzo nell'incontro pareggiato 3-3 contro il Dordrecht.
Rientrato in Ecuador, è stato confermato in prima squadra dove ha debuttato il 6 agosto 2023 contro il Mushuc Runa. Il 25 gennaio 2024 è stato ceduto in prestito al FC Dallas, con cui ha debuttato 3 marzo seguente nell'incontro di MLS perso 2-1 contro il CF Montréal. Ha segnato il suo primo gol il 23 maggio in US Open Cup contro il T.B. Rowdies e tre giorni dopo si è ripetuto in MLS contro il Real Salt Lake.

### Nazionale
Nel 2023 è stato convocato dalla nazionale Under-20 ecuadoriana per disputare il campionato sudamericano di categoria.

## Statistiche

### Presenze e reti nei club
Statistiche aggiornate al 1º settembre 2024.
| Stagione        | Squadra                 | Campionato      | Campionato | Campionato | Coppe nazionali | Coppe nazionali | Coppe nazionali | Coppe continentali | Coppe continentali | Coppe continentali | Altre coppe | Altre coppe | Altre coppe | Totale | Totale |
| Stagione        | Squadra                 | Comp            | Pres       | Reti       | Comp            | Pres            | Reti            | Comp               | Pres               | Reti               | Comp        | Pres        | Reti        | Pres   | Reti   |
| --------------- | ----------------------- | --------------- | ---------- | ---------- | --------------- | --------------- | --------------- | ------------------ | ------------------ | ------------------ | ----------- | ----------- | ----------- | ------ | ------ |
| 2020            | Indep. Juniors          | B               | 9          | 0          |                 | -               | -               |                    | -                  | -                  |             | -           | -           | 9      | 0      |
| 2021            | Indep. Juniors          | B               | 13         | 5          |                 | -               | -               |                    | -                  | -                  |             | -           | -           | 13     | 5      |
| 2021-2022       | Jong Ajax               | 1D              | 8          | 0          |                 | -               | -               |                    | -                  | -                  |             | -           | -           | 8      | 0      |
| 2022-2023       | Jong Ajax               | 1D              | 16         | 0          |                 | -               | -               |                    | -                  | -                  |             | -           | -           | 16     | 0      |
| 2023            | Independiente del Valle | A               | 6          | 0          |                 | -               | -               | CL                 | 0                  | 0                  |             | -           | -           | 6      | 0      |
| 2024            | FC Dallas               | MLS             | 19         | 3          | USCup           | 2               | 1               |                    | -                  | -                  |             | -           | -           | 21     | 4      |
| Totale carriera | Totale carriera         | Totale carriera | 71         | 8          |                 | 2               | 1               |                    | 0                  | 0                  |             | -           | -           | 73     | 9      |

## Palmarès

### Club

#### Competizioni nazionali
- Supercoppa ecuadoriana: 1

Independiente del Valle: 2023

#### Competizioni internazionali
- Recopa Sudamericana: 1

Independiente del Valle: 2023